# Гилимов, Алексей Валерикович
Алексей Валерикович Гилимов (12 августа 1980, Свердловск) — российский футболист, полузащитник.

## Биография
Воспитанник футбольной школы екатеринбургского «Уралмаша». В начале карьеры играл за клубы второго дивизиона России — «Трубник» (Каменск-Уральский), «Уралмаш», «Уралец» (Нижний Тагил).
В 2002 году перешёл в клуб чемпионата Белоруссии «Гомель», сыграл 9 матчей. Стал обладателем Кубка Белоруссии 2002 года, но в финальном матче остался в запасе.
После возвращения в Россию выступал за клубы чемпионата Свердловской области — «Синара», «Кедр» (Новоуральск), «Форэс» (Сухой Лог) и др. В 2003 году стал победителем чемпионата мира среди полицейских и пожарных в Барселоне в составе сборной Урала. В 2010 году выступал в Суперлиге России по футзалу за клуб «Таганский Ряд».
По состоянию на 2018 год работает тренером по футболу в екатеринбургской средней школе № 178.